# Bignio Lajos
Bignio Lajos (Pest, 1839. június 29. – Bécs, 1907. november 7.) olasz származású magyar és osztrák operaénekes (bariton).

## Életútja
Gyermekkorában templomi énekes volt, a pesti Piarista Gimnázium diákja volt. Énekelni a Pest-Budai Hangászegyesületben, a Zenedében tanult, majd később Stoll Péter és Claudio Rossi tanítványa volt. 1858-ban lépett énekesként először színpadra a Pesti Városi Német Színházban, még ugyanebben az évben átment a Nemzeti Színházba. 1863-ig hangfajában ő volt a vezető énekes. 1864-ben a bécsi Opera alkalmazta, amelynek társulatával megfordult Európa számos operaházában. Elsősorban lírai, de hősi szerepekben is sikeres volt, hangversenyénekesként Johannes Brahms és Liszt Ferenc is kísérte. A bécsi Opera tiszteletbeli tagjává választották, császári és királyi kamaraénekes lett.

## Főbb szerepei
- Erkel Ferenc: Bánk bán - II. Endre
- Meyerbeer: A hugenották - Neversa
- Mozart: Don Giovanni - Don Giovanni
- Rossini: Tell Vilmos - Tell Vilmos
- Verdi: Nabucco - Nabucco
- Wagner: Tannhäuser - Wolfram